# Rafael Iglesias
Rafael Iglesias est un boxeur argentin né le 25 mai 1924 à Buenos Aires et décédé le 1er janvier 1999 à San Juan.

## Biographie
Il devient champion olympique aux Jeux de Londres en 1948 en s'imposant en finale contre le Suédois Gunnar Nilsson.

## Parcours auxJeux olympiques
Jeux olympiques d'été de 1948 à Londres (poids lourds) :
- Bat Jose Rubio Fernandez (Espagne) aux points
- Bat Uber Baccilieri (Italie) aux points
- Bat John Arthur (Afrique du Sud) aux points
- Bat Gunnar Nilsson (Suède) par disqualification au 2e round

## Référence
1. ↑  (en) Résultats des Jeux olympiques 1948 (amateur-boxing.strefa.pl)